# Ivan Gajšek
Ivan Gajšek (14. veljače 1998.), hrvatski plivač, član PK Igra. Hrvatski je reprezentativac. Nastupio je na europskom prvenstvu u plivanju u 25-metarskim bazenima od 4. do 8. prosinca 2019. godine u Glasgowu. Natjecao se je u disciplinama 100 m leđno i 200 m leđno.

## Vanjske poveznice
- Rezultati EP 2019. u Glasgowu (eng.)